# Torpille SUT
La torpille AEG SUT 264 est une torpille filaire lourde allemande de 21 pouces (533 mm) produite par Atlas Elektronik, qui est entrée en service en 1967.

## Description
SUT signifie Surface and Underwater Target (en français : cible en surface et sous-marine). Il s’agit d’une arme à double usage qui peut être lancée à partir de navires de surface, de sous-marins ou de batteries côtières.

### Modèle 2
La SUT Modèle 2 a été comparé favorablement aux Yu-4 et Yu-6 chinois.

### Production
Une ligne de production a été mise en place en Indonésie, avec la coopération de la marine indonésienne et de l’industrie aérospatiale indonésienne, pour produire la SUT sous licence. Taïwan a reçu 200 torpilles provenant de cette chaîne de production en 1998.

## Engagements

### Chili
En 2004, le sous-marin chilien de classe Scorpène General O'Higgins a tiré une SUT alors qu’il naviguait en profondeur lors de ses essais d'acceptation au large de Lorient, en France.

### Inde
En 2013, OEM Atlas Elektronik a été engagé pour mettre à niveau les 64 SUT restant en service en Inde.
La SUT a été la première torpille tirée par le sous-marin de classe Kalvari en raison d’un manque d’approvisionnement en torpilles lourdes prévues. L’achat prévu de torpilles Black Shark a échoué parce que leur fabricant, Finmeccanica, a été mis sur liste noire par le gouvernement de l'Inde pour corruption dans les marchés publics.

### Taïwan
La SUT a été achetée à l’origine avec les deux sous-marins de classe Hai Lung. Les torpilles ont été achetées auprès de la chaîne de production indonésienne. En plus de l’argent, Taïwan a échangé des péniches de débarquement et 100 000 tonnes de riz contre les torpilles.
Le 4 septembre 2003, une SUT « bonne de guerre » tirée par un sous-marin lors de l’exercice d’entraînement Hankuang No. 19 a brisé ses câbles de contrôle et est devenue incontrôlable. La torpille a été récupérée quatre heures plus tard sur une plage du comté de Yilan. Des représentants du fabricant se sont rendus à Taïwan pour participer à l’enquête sur l’incident. Le 8 octobre, la Marine taïwanaise testa une deuxième torpille avec des résultats satisfaisants. Le 14 octobre, la marine a tenu un test complet dans le comté de Pingtung. La première torpille a connu des problèmes similaires à celle du 4 septembre, mais le problème a été résolu et une deuxième torpille a détruit avec succès la cible, un destroyer de classe Yang désarmé.
En 2010, la marine taïwanaise a offert une récompense aux pêcheurs locaux pour la récupération d’une SUT d’entraînement perdue lors d’un exercice. La SUT sera remplacée par la torpille Mark 48 en service taïwanais.

## Utilisateurs
- Chili : Marine chilienne[14]
- Colombie : Marine nationale colombienne[14]
- Équateur : Marine équatorienne[14]
- Égypte : Marine égyptienne[1]
- Grèce : Marine de guerre hellénique[15]
- Inde : Marine indienne[2]
- Indonésie : Marine indonésienne
- Corée du Sud : Marine sud-coréenne[3]
- Afrique du Sud : Marine sud-africaine[16]
- Taïwan : Marine de la république de Chine[4]
- Pérou : Marine péruvienne